# Departamento Chos Malal
Das Departamento Chos Malal liegt im Norden der Provinz Neuquén im Süden Argentiniens und ist eine von 16 Verwaltungseinheiten der Provinz. 
Es grenzt im Norden an Chile, im Osten an die Provinz Mendoza und das Departamento Pehuenches, im Süden an das Departamento Ñorquín und im Westen an das Departamento Minas. 
Die Hauptstadt des Departamento Chos Malal ist das gleichnamige Chos Malal.

## Bevölkerung

### Übersicht
Das Ergebnis der Volkszählung 2022 ist noch nicht bekannt. Bei der Volkszählung 2010 war das Geschlechterverhältnis mit 7.607 männlichen und 7.649 weiblichen Einwohnern ausgeglichen mit einem knappen Frauenüberhang.
Nach Altersgruppen verteilte sich die Einwohnerschaft auf 4.066 Personen (26,7 %) im Alter von 0 bis 14 Jahren, 10.254 Personen (67,2 %) im Alter von 15 bis 64 Jahren und 936 Personen (6,1 %) von 65 Jahren und mehr.

### Bevölkerungsentwicklung
Das Gebiet ist sehr dünn besiedelt. Die Bevölkerungszahl hat seit 1970 stark zugenommen. Die Schätzungen des INDEC gehen von einer Bevölkerungszahl von 17.419 Einwohnern per 1. Juli 2022 aus.
| Jahr | 1947  | 1960  | 1970  | 1980  | 1991   | 2001   | 2010   | 2022    |
| Einwohner                                                                                                | 5.530 | 6.005 | 5.477 | 7.365 | 11.109 | 14.185 | 15.256 | k. Ang. |
| Bevölkerungsentwicklung des Departements seit 1947; Quelle: Ergebnisse der Volkszählungen in Argentinien |       |       |       |       |        |        |        |         |

## Städte und Gemeinden
Das Departamento Chos Malal gliedert sich in eine Gemeinde erster Kategorie (Chos Malal), eine Gemeinde dritter Kategorie (Tricao Malal), die beiden Comisiones de Fomento Coyuco-Cochico und Villa Curí Leuvú und in die Kleinsiedlungen (parajes) Caepe Malal, Chapua, Costa Tilhue, El Alamito, La Salada, Lonco Vaca und Los Menucos.